# A Man's Way (film 1914)
A Man's Way è un cortometraggio muto del 1914 diretto da Sydney Ayres.

## Produzione
Il film fu prodotto dall'American Film Manufacturing Company.

## Distribuzione
Distribuito dalla Mutual Film, il film - un cortometraggio in due bobine - uscì nelle sale cinematografiche USA il 20 luglio 1914.